# 枉死城
枉死城，是中國民間信仰中枉死之人靈魂的居所，因為人的年壽由天命註定，卻有許多不測，使人提早身亡，而此人如非有大善、大惡、大冤，即無法立即升天、打入地獄或留在人世伺機報仇，故地藏王菩薩安排了這個處所，設在地府之中，使枉死亡靈魂居住於此，直至原有天命所註定的壽命終結為止。正統佛教中沒有枉死城的說法，但主張為枉死的人多做功德。民間釋教倒是非常相信有枉死城，地藏王菩薩指派目蓮尊者渡化此中冤魂。

## 概要
人只要不是壽終正寢，而是因災害、戰爭、意外、謀殺、被害等而含冤身亡的，皆稱為枉死。例如某甲命數注定九十歲壽命終結，卻在四十歲時駕車疏忽，提前車禍身故，即為枉死。
民間信仰中，因為大善而枉死（如為救人、殉職、殉教而死），會立刻升天，甚至屍解成仙；因大惡而枉死（如搶劫而被官府處死），會被十殿閻君打入地獄；因大冤而枉死（如被奸人害死），十殿閻君可能會安排轉世到來生才報仇，或者會授與「黑令旗」，使其靜候時機，以鬼魂的姿態報仇。如前面所提的這位某甲是因為自己的疏忽而死，並非前述之大善、大惡、大冤，某甲靈魂將被黑白無常或牛頭馬面勾至地府，集中至枉死城，直至九十歲才能離開，接受十殿閻君的審判。
民間信仰認為枉死城分為「內城」、「外城」。外城為非自願死亡的死者，他們生前不是大善或大惡之人，亦不是被害，亦不是自殺，只是因為疏忽而使自己死亡，例如摔死、溺死、燒死等。所以他們被發配到此地，等待上天所賦予的陽壽到了，才到十殿閻君處接受審判。他們的生活一樣祥和，一如陽世，但相當於軟禁，只是自由受到限制，即使是中元節，亦不能到陽世接受供養。傳統節日與年節慶典，陽世親友燒給亡魂的冥紙及紙紮祭品將由目蓮尊者部下的「庫官」暫時保管，「庫官」將依據業報發予少量金錢或民生必需品，直到離開枉死城後，才能領取所有錢財。
為了人間細故自殺的死者就不能享有這般軟禁的待遇，民間信仰中他們的下場有兩種，一種是被當地的風水地脈所困，困在自殺的地方，成為捉拿替身的冤鬼（日本稱地縛靈），每天（或每七天）重複一次自殺，需要替身代替自己，才能離去。另一種則是靈魂被驅魔真君、日夜遊神，甚至釋教過路的藥叉、金剛、揭諦、伽藍等神靈發現，通報鬼差將之帶回地府，被困在枉死城的內城，又稱「孤獨地獄」，受盡死亡剎那的痛苦，也不能與外界通訊，除非獲得判官等神祇的許可，才能託夢給家人。

## 破城
由於相信死者在枉死城中受盡孤寂，甚至受盡死亡當時肉體遭受的痛苦，在民間信仰中，有一種名為「破城」（或「打城」）的超渡法事。相傳延請僧侶、道士行之，可使感召神佛，救拔怨魂出枉死城。於台灣實行此法事之有名的廟宇有臺南東嶽殿與新莊地藏庵等。
該儀式與香港的破地獄科儀頗為相近。